# Comment Obélix est tombé dans la marmite du druide quand il était petit
Comment Obélix est tombé dans la marmite du druide quand il était petit est un album illustré diffusé pour la première fois dans le journal Pilote le 20 mai 1965.
Scénarisé par René Goscinny et illustré par Albert Uderzo, il raconte l'enfance d'Obélix et d'Astérix, en se centrant notamment sur le premier. Contrairement aux albums habituels de la série, il ne s'agit pas vraiment d'une bande dessinée, car il n'est pas constitué de cases ni de bulles, mais de dessins en pleine page assortis d'un texte narratif intégrant les dialogues.
C'est en pensant au nombre de fans d'Obélix qui n'avaient pas eu l'occasion de connaître son histoire à l'époque de Pilote qu'Uderzo a eu l'idée de la publier en album, avec plus de dessins et un texte plus riche. C'est en 1989 que l'album est sorti aux éditions Albert René.

## Synopsis
Astérix raconte sa jeunesse et notamment son amitié pour Obélix. Un jour, alors qu'ils sont enfants, Cétautomatix et Ordralfabétix s'amusent à intimider Obélix. Astérix, qui se doit de protéger ce dernier, lui demande de se défendre en buvant de la potion magique préparée par le vieux druide Panoramix, en profitant de l'absence de celui-ci. Ils se faufilent dans la hutte mais Obélix tombe dans le chaudron et boit toute la potion, ressortant avec des pouvoirs permanents.

## Publications
- Albert René, mars 1989
- Albert René, octobre 2003  (ISBN 2-86497-039-2)

## Adaptation
Le premier épisode de la mini-série Astérix et Obélix : Le Combat des chefs est basé sur cette histoire.